# Arznei-Telegramm
Das arznei-telegramm (Abkürzung: a-t) ist eine deutsche medizinische Fachzeitschrift und von Beginn an werbungsfrei.  Sie erscheint seit 1970 monatlich. Die redaktionellen Beiträge werden als Druckausgabe und seit 2012 auch elektronisch publiziert. Die Zeitschrift ist nur im Abonnement zu beziehen und wird ausschließlich über die Abonnements finanziert. Laut Eigendarstellung ist sie unabhängig von Pharmaindustrie und anderen Interessengruppen und bietet Informationen zur rationalen Therapie. Herausgeber ist die A.T.I. Arzneimittelinformation Berlin GmbH in Berlin. Die Zeitschrift ist Mitglied der International Society of Drug Bulletins.

## Historie
Das arznei-telegramm entstand 1969 aus Flugblättern einer Gruppe junger Ärzte und Apotheker, die sich Unabhängiger Arbeitskreis Arzneimittelpolitik Berlin (UAAB) nannte. Diese Publikationen wurden ab 1970 als regelmäßig erscheinendes Journal mit dem Namen arznei-telegramm von Ulrich M. Moebius und Klaus-Werner Wenzel etabliert.
Seit 1996 verantwortet Wolfgang Becker-Brüser die Herausgabe des arznei-telegramm als Geschäftsführer der A.T.I. Arzneimittelinformation Berlin GmbH. Seit 2000 wird zudem die atd Arzneimitteldatenbank gegen Lizenz zur Verfügung gestellt. In dieser werden die Arzneimittel systematisch, unabhängig und ohne Werbung vorgestellt und bewertet. Die Datenbank ist die digitale Fortführung des Arzneimittelkursbuch.
Das arznei-telegramm hat 2005 gemeinsam mit Autoren und Herausgebern von Der Arzneimittelbrief und Pharma-Brief auch die medizinische Laienzeitschrift Gute Pillen – Schlechte Pillen (GPSP) gegründet. Seit 2008 ist außerdem Arzneiverordnung in der Praxis Mitherausgeber von GPSP.
Für seinen Beitrag zu mehr Rationalität und Sicherheit in der medikamentösen Therapie wurde 2011 der geschäftsführende Herausgeber des arznei-telegramms Wolfgang Becker-Brüser mit dem Bundesverdienstkreuz ausgezeichnet.

## Inhalt
Ziel des arznei-telegramms ist die Information von Ärzten, Apothekern und Mitgliedern anderer Heilberufe über Nutzen und Risiken von Arzneimitteln und anderen Therapiemethoden, z. B. von Medizinprodukten. Der Inhalt der meist achtseitigen Ausgaben der Zeitschrift ist von Beiträgen geprägt, die aktuelle Therapien auf der Grundlage zuverlässiger Studien bewerten und in den Kontext bestehender Therapieoptionen einordnen. Darüber hinaus veröffentlicht das arznei-telegramm Leserbriefe und vereinzelt auch Originalartikel.

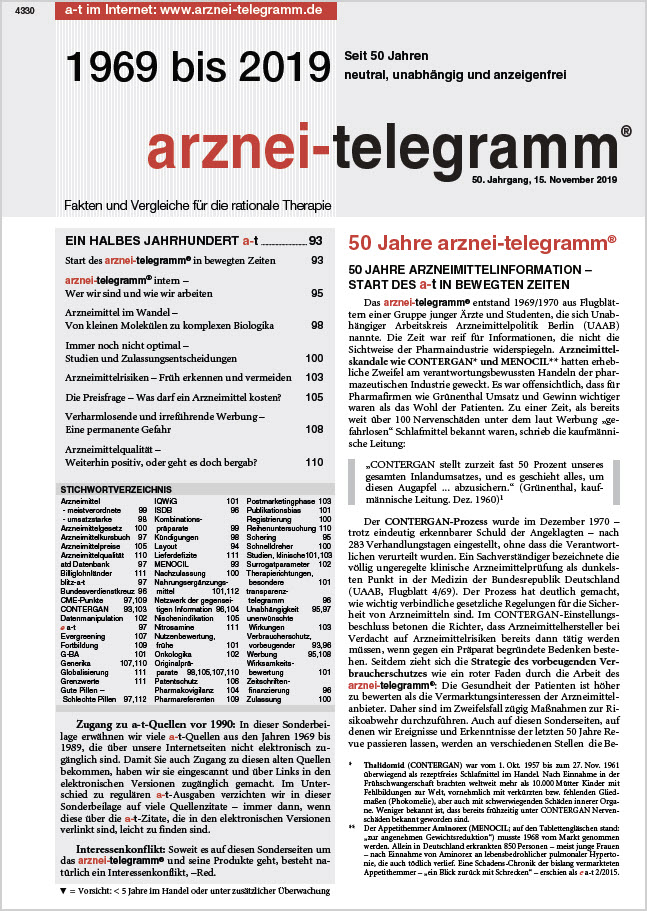

Die Artikel des a-t sind nicht namentlich gekennzeichnet. Sie werden von allen im Impressum genannten Redaktionsmitgliedern und externen Beratern kritisch gegengelesen. Der Inhalt des a-t wird von allen Mitgliedern der Redaktion getragen.

### Im Blickpunkt
Diese Rubrik enthält in der Regel redaktionelle Beiträge über ein aktuelles Thema. Das kann eine kürzlich veröffentlichte klinische Studie, eine frisch publizierte Therapieempfehlung oder eine aktuelle gesundheitspolitische Entwicklung sein. Die Beiträge thematisieren insbesondere mögliche Einflussnahmen der pharmazeutischen Industrie sowie die Nichtveröffentlichung von Studiendaten (Publikationsbias) und verzerrte Darstellungen von Studienergebnissen, die Therapieentscheidungen für unzureichend geprüfte oder für riskante Arzneimittel bahnen könnten.

### Neu auf dem Markt
In dieser Rubrik stellt das arznei-telegramm neue Arzneimittel vor, die es basierend auf veröffentlichten klinischen Studien und sonstigem Material von Herstellern und Zulassungsbehörden bewertet. Dabei werden in der Zeitschrift neue Arzneimittel und solche, die nicht länger als fünf Jahre auf dem Markt sind oder aber behördlich unter Beobachtung stehen, mit einem schwarzen Dreieck gekennzeichnet. Die Bewertung fällt meist kritisch aus. Auch pharmakoökonomische Aspekte spielen bei der Bewertung eine Rolle. Neue Therapeutika erhalten oft keine Therapieempfehlungen der Redaktion, da sie zumeist unzureichend erprobt sind und oft geeignete Vergleichsstudien mit bewährten Standardtherapeutika fehlen. Die sich daraus ergebende überwiegend negative Bewertung neuer Therapeutika wird bisweilen von der pharmazeutischen Industrie und von Fachkreisen kritisiert.

### Übersichten
Hier bewertet das arznei-telegramm die medikamentöse Therapie von Erkrankungen oder verschafft eine kritische Übersicht über bestimmte Arzneimittelgruppen auf Basis der besten verfügbaren Studien, also im Sinne von evidenzbasierter Medizin.

### Kurz und bündig
In der Rubrik „Kurz und bündig“ informiert die Redaktion in kurzen Texten unter anderem über neue Erkenntnisse im Arzneimittelbereich sowie über unangemessene Werbung und Preistreiberei.

### Leser fragen und kommentieren
In der Rubrik „Leser fragen und kommentieren“ haben Abonnenten die Möglichkeit, einen Beitrag zu kommentieren oder Fragen zu Therapeutika zu stellen. Leserbriefautoren sind zur Angabe ihrer Identität und zur Offenlegung etwaiger Interessenkonflikte verpflichtet. Fragen werden durch die Redaktion beantwortet.

### Vorsicht Desinformation
In dieser Rubrik analysiert das arznei-telegramm Werbung, Wirksamkeitsbehauptungen und andere Versprechungen, mit denen Fachkreise beziehungsweise Verbraucher in die Irre geführt werden. Fehlt jeglicher wissenschaftlicher Hintergrund für propagierte Therapeutika oder angebliche Heilmethoden, stehen die Beiträge in der Rubrik „Vorsicht Quacksalberei“.

### Netzwerk aktuell
Unter dieser Überschrift berichtet das arznei-telegramm über neue und nach Ansicht der Redaktion zu wenig bekannte unerwünschte Wirkungen oder Wechselwirkungen, die das a-t im Netzwerk der gegenseitigen Information erkannt hat. Dabei handelt es sich um ein 1986 gegründetes Erfassungssystem, mit dem die Redaktion der Zeitschrift Berichte von Fachkreisen – bisweilen auch von Patienten – erfasst und auswertet. Texte unter „Netzwerk aktuell“  bringen Fallschilderungen von schwerwiegenden Ereignissen, die in einem zeitlichen Zusammenhang mit einer Arzneimittelanwendung stehen. Eine kritische Einordnung des jeweiligen Arzneimittels erfolgt oft im Anschluss.

## Redaktion
- Maxim Bartz, Arzt
- Wolfgang Becker-Brüser, Arzt, Apotheker (verantwortlich)
- Jeanette Dobberke, Ärztin
- Anna-Lena Dohrmann, Ärztin
- Jutta Martha Halbekath, Ärztin
- Andrea Halm, Ärztin
- Aaron Juche, Arzt
- Michael M. Kochen, Arzt
- Andreas von Maxen, Arzt
- Katalin Nagy-Major, Ärztin
- Stefanie Schenk, Ärztin
- Joachim Seffrin, Arzt
- Isabelle von Seggern, Ärztin
- René Siewczynski, Arzt
- Hans Wille, Arzt
- Barbara Wirth, Humanbiologin